# 望廈迎賓館
望廈迎賓館（葡萄牙語：Pousada de Mong-Há），是一所位於澳門半島望廈山內，由澳門旅遊大學營運的一所教學酒店，為該學院望廈校區組成建築的一部分，在行政架構上稱為住宿實習處。迎賓館於1979年由兵營改建而成，初期作為海外公務員住宿之所；隨後在1982年因旅業及酒店業學校設立而成為該校之實習單位；1995年，澳門旅遊學院成立，迎賓館與原旅業及酒店業學校合併，正式成為對外開放的教學酒店。

## 沿革
1974年，葡萄牙發生康乃馨革命，葡萄牙召回駐在澳門的駐軍返回里斯本，軍營即告荒廢空置。及至1979年，澳葡政府接管軍營，把軍營改建成望廈迎賓館，以作為海外公務員住宿之所。
1982年2月，旅業及酒店業學校開始運作；望廈迎賓館成為該學校之實習單位。
1995年9月15日，澳門旅遊學院正式成立，與旅業及酒店業學校合併，迎賓館成為該學院的教學實習設施之一，並開始正式對外為公眾服務，全部由旅遊學院學生實習經營。
2015年10月，澳門特區政府社會文化司計劃對望廈山周邊進行活化，計劃優化位於望廈山內的望廈賓館。
2016年4月16日，澳門城市規劃委員會討論規劃條件圖草案，建議新建築物必須與望廈山山體綠化環境相協調，旅院表示該項目是將迎賓館進行裝修及改善工程，包括在原有天井上加擋雨用玻璃蓋頂，以及興建一條連接兩座賓館樓的內部小天橋等，將增加少許內圍面積。
2016年7月下旬，為預防MERS傳入澳門，澳門特區政府舉行跨部門的“2016年三地中東呼吸綜合徵應急演習”，並徵用望廈迎賓館進行，測試各部門在發生較大規模的呼吸道傳染病時的應對能力，演習參與人數合共140人。

## 設施
在望廈迎賓館改建前，合共提供30間客房，其中四間為套房。設施包括一間迎賓館餐廳，旁邊設有教學餐廳大樓，設有教學餐廳、會議室、健身室及澳門旅遊學院圖書館。各有特色，充滿傳統東方色彩的傢俱及藝術品並融合葡式的擺設。
迎賓館內設有早餐室，僅提供早餐服務，服務時間為每日上午8時至10時。

## 獎項
- 「2011 Tripadvisor旅客最佳之選」，包括港澳台二十五間最佳酒店之一，排名第16，同時為三間入選澳門酒店當中的第一位[7]
- 2010「澳門環保酒店獎」銀獎[11]
- 「2012 Tripadvisor®旅行者最佳之選」，中國（包括中國大陸及港、澳地區）二十五間最佳酒店排行榜第五位；是澳門兩間入選酒店的第一位。此外亦是中國二十五間最佳服務酒店排行十四位及進佔最物超所值酒店的榜首[12]。
- Tripadvisor中文官網到到網「2012卓越獎」、「2013卓越獎」[13][14]
- 「2013 TripAdvisor旅行者最佳之選」，中國（包括中國大陸及港、澳地區）二十五間最佳酒店排行榜升至第三位；此外亦是亞洲地區最物超所值酒店的得獎者之一[15]。
- 「TripAdvisor 2014旅行者最佳之選」，中國（包括中國大陸及港、澳地區）十間最佳小型酒店排行榜的第六位；此外亦取得中國二十五間最物超所值酒店的第五位，更進佔中國二十五間最浪漫酒店獎的第十四位[16]。
- 2013「澳門環保酒店獎」金獎[17]
- “2015 PATA Face of the Future” ：由亞太旅遊協會(PATA)頒發，旅遊學院校友兼旅遊學院教學酒店 - 望廈迎賓館館長羅嘉賢博士獲得[18]。
- “2015年澳門環保酒店獎”之“積極推動環保獎”[19]
- “2016年澳門環保酒店獎”金獎[20]

## 外部連結
- 澳門旅遊大學教學酒店（望廈迎賓館）專題網站 （页面存档备份，存于）